# نويدة مشعة
النويدة المشعة (أو النظائر المشعة) هي نويدة تحتوي على أعداد زائدة من النيوترونات أو البروتونات، مما يمنحها طاقة نووية زائدة، ويجعلها غير مستقرة. يمكن استخدام هذه الطاقة الزائدة بإحدى الطرق الثلاث: تنبعث من النواة على شكل إشعاع غاما؛ أو يتم نقلها إلى الإلكترون لإطلاقها كإلكترون تحويل؛ أو تستخدم لتكوين وإصدار جسيم جديد (جسيم ألفا أو جسيم بيتا) من النواة. خلال تلك العمليات، يقال أن النويدة المشعة تخضع للتحلل الإشعاعي. وتعتبر هذه الانبعاثات إشعاعات مؤينة لأنها تتمتع بالطاقة الكافية لتحرير إلكترون من ذرة أخرى. يمكن أن ينتج عن الاضمحلال الإشعاعي نويدات مستقرة أو قد ينتج في بعض الأحيان نويدات مشعة جديدة غير مستقرة والتي قد تتعرض لمزيد من الاضمحلال. الاضمحلال الإشعاعي هو عملية عشوائية على مستوى الذرات المفردة: مما يجعل من المستحيل التنبؤ بموعد اضمحلال ذرة معينة. ومع ذلك، بالنسبة لمجموعة من الذرات لنويدة واحدة، يمكن حساب معدل الاضمحلال، وبالتالي عمر النصف (t1/2) لتلك المجموعة، من ثوابت الاضمحلال المقاسة. نطاق فترات التنصيف للذرات المشعة ليس له حدود معروفة ويمتد لنطاق زمني يزيد عن 55 مرة.

## تعريف
توصف النويدات بالعدد الذري Z (عدد البروتونات) وكتلته الذرية (عدد البروتونات والنيوترونات) A :
نوكليد (A) = بروتونات (Z) + نيوترونات (N)
أي أن :
A = Z + N.
ويكتب رمز النوكليد (نواة الذرة لعنصر) X كالآتي:
{\displaystyle {}_{Z}^{A}X_{N}}, وعلى سبيل المثال :
{\displaystyle {}_{27}^{60}\mathrm {Co} _{33}}
هذه هي نواة ذرة الكوبلت-60 أو بطريقة أسهل :
60Co أو Co-60.
وكل نظير مشع يتميز بنشاط إشعاعي وعمر النصف، ونوع الأشعة التي يصدرها من خلال نشاطه الإشعاعي، وطاقة كل إشعاع من تلك الأشعة.
تنتمي جميع النظائر ذات عدد ذري واحد (منها المشع ومنها غير المشع) إلى نفس العنصر الكيميائي، وتسمى نظائر العنصر.
فمثلًا: تكوّن الفسفور-31 31P والفسفور-32 (32P) والفسفور-33 (33P) نظائر عنصر الفسفور، تختلف كتلتها الذرية A ولكنها خصائصها الكيميائية متماثلة.

## تواجدها
تتواجد النظائر المشعة في ثلاث مجموعات:
- نظائر مشعة أساسية primordial radionuclides مثل اليورانيوم-233 واليورانيوم-235 واليورانيوم-238 وهي توجد في الطبيعة بنسب مختلفة. كذلك توجد نظائر الثوريوم طبيعيا ومنها الثوريوم-232 والثوريوم-234 وتأتي جزء منها من باطن النجوم ولأن عمرها طويل فهي لا زالت موجودة.
- نظائر مشعة ثانوية secondary radionuclides تنشق من النظائر المشعة الأساسية ويكون عمرها أقصر.
- نظائر مشعة كونية cosmogenic radionuclide تنشأ بشكل متواصل في الجو المحيط بسبب الأشعة الكونية، مثال ذلك كربون-14. وكذلك تتولد النظائر الثقيلة في المستعرات العظمى وتنتشر في الفضاء.

يمكن تحضير النظائر صناعيا بواسطة التفاعلات النووية لاستخدامها في الطب والصناعة والمراكز العلمية. يجري ذلك في معجلات الجسيمات أو في مولدات النظائر المشعة في مفاعل نووي صغير. وتتمثل مخاطر النظائر المشعة في تلويث البيئة إشعاعيا إذا ما تسربت بشكل أو بآخر إلى الجو المحيط وقد تؤدي إلى متلازمة الإشعاع الحادة. تخضع استخدامات النظائر المشعة في مختلف الحقول إلى المتابعة والرقابة القانونية حتى لا تتسرب ولا يلحق بالناس أضرار، وتوجد لذلك قوانين دولية تتبعها كل الدول وتضعها من ضمن قوانينها المدنية (أنظر قوانين الوقاية من الإشعاع).

## تحلل النظائر المشعة
تتحلل أنوية النظائر المشعة بإشعاع جسيمات أو إشعاع كهرومغناطيسي. الجسيمات قد تكون جسيم ألفا أو جسيم بيتا (إلكترون) عن طريق تحلل ألفا وتحلل بيتا. والتحلل بإصدار أشعة كهرومغناطيسية يكون إما بإشعاع أشعة سينية أو أشعة أشد منها وهي أشعة غاما. التحلل بواسطة تحلل بيتا يكون مصاحبا في العادة لأشعة غاما.
عملية التحلل الإشعاعي تتم بسرعة معينة تخص كل نظير، وتسمى عمر النصف (T½) : يبقى نصف عدد الذرات التي لم تتحلل بعد عمر النصف . وبعد عمري نصف يتبقى (1/4) عدد الذرات التي لم تتحلل، وبعد مرور ثلاثة نصف عمر يتبقى 1/8 من عدد الذرات الأصلية لم تتحلل، وهكذا.
| النظير      | عمر النصف |
| ----------- | --------- |
| أكسجين-15   | 2 min     |
| كربون-11    | 20 min    |
| فلور-18     | 110 min   |
| تكنسيوم-99m | 6 h       |
| يود-123     | 13 h      |
| يود-124     | 4 d       |
| يود-131     | 8 d       |
| إنديوم-111  | 2,80 d    |
| انديوم-113m | 99,49 min |
| فوسفور-32   | 14,26 d   |
| كوبالت-60   | 5,27 a    |
| كروم-51     | 28 d      |
| نحاس-64     | 0,5 d     |
| زئبق-197    | 2,7 d     |
| زيلين-75    | 127 d     |

لا تختلف النظائر المشعة سواء كانت طبيعية أم اصطناعية. ومن الوجهة العامة فيمكن تخليق جميع أنواع النظائر بالطرق الصناعية النووية. ومنذ بداية عصر استخدامات الطاقة النووية زادت أعداد النظائر المشعة. فزادت مثلا كميات كربون-14 (14C)
و نظير الهيدروجين الثقيل (3H) ويسمى تريتيوم ، كما نشأت نظائر البلوتونيوم وهو لا يوجد في الطبيعة طبيعيا وإنما يصنع في المفلاعلات النووية.

## الاستعمالات والاستخدامات
و تستعمل النظائر المشعة في مجالات عديدة منها :
1. اقتفاء سير التفاعلات الكيميائية ودراسة تحركها.
2. في الكيمياء الحيوية لتقدير مدى استفادة الأحياء من غذاء معين وذلك بإعطائه غذاء يحتوي عنصر مشع ويقتفى أثر العنصر المشع بكاشف للإشعاع حتى وصوله إلى غايته وبذلك يقدر مدى استفادة جسم الكائن من الغذاء.
3. في الطب مثل علاج إشعاعي وعلاج باليود المشع ومعالجة الأورام السرطانية وذلك من خلال إعطاء المريض مادة مشعة تقضي على الورم.
4. في تقدير عمر الأشياء القديمة فقد قدر عمر الأرض من معرفة معدل الإشعاع في الاورانيوم والرصاص. كما قدرت أعمار الأمم البائدة وذلك من الإشعاع الناتج من الكربون-14 المتبقي على قطعة خشب أو قماش من تلك العهود.

### الاستخدام في الزراعة والأغذية
تستخدم الإشعاعات المؤينة والنظائر المشعة في وقتنا الحالي استخداماً واسعاً وفي عدة مجالات زراعية بغرض زيادة الدخل الزراعي، وفي عمليات حفظ المحاصيل الزراعية.
ومن أهم مجالات استخدام الإشعاعات المؤينة في الزراعة ما يلي :
- زيادة إنتاجية الأرض.
- استنباط أنواع جديدة من المحاصيل الغذائية ذات نسبة عالية من البروتين.
- تحديد أماكن مصادر المياه واستخداماتها بكفاءة عالية.
- إنتاج محاصيل ذات مقاومة عالية للأمراض وللتقلبات الجوية.
- تحديد كيفية امتصاص النباتات للأسمدة والكيماويات المخصبة.
- تعقيم البذور.

## وصلات خارجية
- EPA – Radionuclides – EPA's Radiation Protection Program: Information.
- FDA – Radionuclides – FDA's Radiation Protection Program: Information.
- Interactive Chart of Nuclides – A chart of all nuclides
- National Isotope Development Center – U.S. Government source of radionuclides – production, research, development, distribution, and information
- The Live Chart of Nuclides – IAEA